# Cerdistus denticulatus
Cerdistus denticulatus är en tvåvingeart som först beskrevs av Friedrich Hermann Loew 1849.  Cerdistus denticulatus ingår i släktet Cerdistus och familjen rovflugor. Inga underarter finns listade i Catalogue of Life.